# Pardal daurat del Sahel
El pardal daurat del Sahel (Passer luteus) és un ocell de la família dels passèrids (Passeridae).

## Hàbitat i distribució
Habita estepes espinoses i matolls del Sahel, des del sud-oest de Mauritània, nord de Senegal i Gàmbia, cap a l'est, a través del sud de Mali, Burkina Faso, sud de Níger, nord de Nigèria i de Camerun, Txad i Sudan fins al sud-est d'Egipte, Eritrea i nord-oest d'Etiòpia.